# Matthew Buckingham
Matthew Buckingham (Nevada, 1963) è un artista statunitense.
Lavora a tempo pieno alla Columbia University e detiene la cattedra del dipartimento di arti visive.

## Biografia
Buckingham ha studiato all'Art Institute di Chicago, all'University di Iowa, al Bard College e ha partecipato all'Indipendent Study Program del Whitney Museum. Con l'uso della fotografia, di film, audio, testi e disegni, le sue opere mettono in discussione il ruolo della memoria sociale nella vita di tutti I giorni. Esaminando il modo con cui il passato di manifesta nel presente Buckingham indaga sul potere e sugli effetti della rappresentazione della storia. Protagonisti dei suoi progetti sono lo spazio, il reale e l’immaginario, organizzati in modo da creare un contesto fisico e sociale che solleciti lo spettatore a mettere in discussione i concetti che possiede a priori, imposti dalla società. Le opere di Buckingham indagano sul passato e presente indigeno della Hudson River Valley; sulla “distruzione creativa”  della città  di St. Louis;  sull'inizio della stesura del primo dizionario inglese e sull'impatto che ha avuto il pensiero radicale di Mary Wollstonecraft.

## Pubblicazioni
- Canal Street Canal
- Everything I Need
- False Future
- Improbable Horse
- A Man of the Crowd
- Messages from the Unseen
- Narratives
- One Side of Broadway
- Play the Story
- Sandra of the Tulip House or How to Live in a Free State
- The Six Grandfathers from the Cretaceous Period to the Present
- The Spirit and the Letter
- Subcutaneous
- Amos Fortune Road

## Mostre
Buckingham ha tenuto mostre al Brooklyn Museum, New York; a Glassel School of Art, Museum of Fine Arts, Houston; Museo Nacional Centro de Arte Reina Sofia, Madrid; Museum of Contemporary Art, Denver, Vancouver; Dallas Museum of Art, Dallas; Des Moines Arts Center, Des Moines; Dundee Contemporary Arts, Dundee; FRAC Bourgogne, Dijon; Henry Art Gallery, Seattle; Fundacion Telefónica, Madrid; Hamburger Bahnhof, National Gallery, Berlin; Lunds Konsthall, Lund; Midway Contemporary Art, Minneapolis; Moderna Museet, Stockholm; Museum Moderner Kunst, Vienna; P.S.1 Contemporary Art Center, New York; St. Louis Museum of Art, St. Louis; Statens Museum for Kunst, Copenhagen; The Kitchen, New York; Westfälischer Kunstverein, Münster. Ha inoltre partecipato alla biennale di Liverpool nel 2006 e alla terza Triennale di Guangzhou nel 2008. 
Nell'autunno del 2019, Buckingham è stato incluso nella mostra di gruppo Ancient History of the Distant Future e alla Pennsylvania Academy of the Fine Arts, dove ha presentato un'opera intitolata The Six Grandfathers, Paha Sapa, in the Year 502-002 C.E., una stampa digitale che rappresenta il Mount Rushmore eroso dal tempo e una linea temporale della montagna a partire dal 66.000.000 a.C.

## Premi e riconoscimenti
- 2004: Premio "Freund Fellowship", dalla Washington University, Saint Louis
- 2009: Premio Louis Comfort Tiffany Foundation